# Древогрызы (род)
Древогрызы (лат. Lyctus)  — род жесткокрылых насекомых семейства древогрызов.

## Описание
Оба членика булавы усиков простые — не вытянуты в длину. Переднеспинка без зубчиков и булавовидных ресничек.

## Систематика
В составе рода:
- Lyctus africanus Lesne, 1907
- Lyctus argentinensis Santoro, 1960
- Lyctus asiaticus Iablokoff-Khnzorian, 1976
- Древогрыз тёмно-бурый (Lyctus brunneus (Stephens, 1830))
- Lyctus carbonarius Waltl, 1832
- Lyctus caribeanus Lesne, 1931
- Lyctus cavicollis J. L. LeConte, 1805
- Lyctus chacoensis Santoro, 1960
- Lyctus chilensis Gerberg, 1957
- Lyctus cinereus Blanchard, 1851
- Lyctus discedens Blackburn, 1888
- Lyctus hipposideros Lesne, 1908
- Lyctus kosciuszkoi Borowski in Wegrzynowicz, 2007
- Древогрыз бороздчатый (Lyctus linearis (Goeze, 1777))
- Lyctus longicornis Reitter, 1879
- Lyctus opaculus LeConte, 1866
- Lyctus parallelocollis Blackburn, 1888
- Lyctus patagonicus Santoro, 1960
- Древогрыз опушенный (Lyctus pubescens Panzer, 1793)
- Lyctus simplex Reitter, 1879
- Lyctus sinensis Lesne, 1911
- Lyctus suturalis Faldermann, 1837
- Lyctus tomentosus Reitter, 1879
- Lyctus turkestanicus Lesne, 1935
- Lyctus villosus Lesne, 1911